# Myron Prinzmetal
Myron Prinzmetal (* 8. Februar 1908 in Buffalo; † 8. Januar 1987 in Paris) war ein amerikanischer Kardiologe und Sohn ukrainischer Auswanderer.
Seinen medizinischen Abschluss an der University of California erlangte Prinzmetal im Jahre 1933. Während seiner weiteren Ausbildung in den folgenden zwei Jahren in San Francisco und St. Louis konnte er bereits eine beachtliche Zahl medizinischer Artikel publizieren. 1935 erhielt er ein Forschungsstipendium am Mount Sinai Hospital in New York, während dessen weitere wissenschaftliche Publikationen folgten. Ab 1936 war Prinzmetal Stipendiat des American College of Physicians im University College London und kehrte ein Jahr später in die USA zurück. Dort arbeitete er in einem Labor am Cedars of Lebanon (heute: Cedars-Sinai Medical Center) in Los Angeles.

## Lebenswerk
Prinzmetal zeichnete sich durch eine Vielzahl Publikationen zu verschiedenen Fachrichtungen der Medizin aus. Über 160 Publikationen tragen seinen Namen.
1959 beschrieb er eine Variante der Angina Pectoris, die durch Muskelkrämpfe der Herzkranzgefäße entsteht. Auch heute noch steht diese Variante in Verbindung mit seinem Namen (Prinzmetal-Angina).